# こちら 北九編集部!
こちら 北九編集部!（こちら きたきゅうへんしゅうぶ）は、福岡放送が2014年4月6日から2016年3月27日まで、放送された北九州市の市政広報番組である。

## 概要
北九州市は一連の行政改革によって、市政広報番組についてもメスが入り、「1番組2年」というルールが定められた。同じ福岡放送で2010年から続編を含めて2期4年放送されてきた『なるほど北九州』シリーズもこのルールに従って2014年3月30日を以って終わり、見直しが行われた結果、テレビの番組数を3本から2本に減らす代わりに、RKB毎日放送と福岡放送については枠を継続、TVQ九州放送の枠を廃止することになった。
また制作手法についても大幅に変更された。インターネットなど多様な媒体で配信することを前提に、2013年度に福岡県庁が行った手法に倣って行われる見通しで、過去の放送分については北九州市が設けたYouTubeの公式チャンネルのみでの配信となる予定。
- 福岡県庁が新たに採った手法は、テレビ西日本の子会社であるビデオステーション・キューが3番組を一括して制作し、各テレビ局はただ放送するだけというものである。番組制作者からテレビ局を排除することによって著作権関係者が大幅に整理され、インターネットでも音楽の削除など面倒なことをする手間が省け、オンエアーそのままの内容を配信することが出来るようになった。
- なお福岡市は九州朝日放送アナウンサーだった高島宗一郎が市長となって以降、地上波テレビでの広報番組からは撤退し、インターネットでの情報発信に力を入れている。

番組の内容としては、とある出版社の編集部を舞台とし、その長の役を北九州市特命観光大使である芋洗坂係長が務める。また芋洗坂係長を導く“天の声”として、ラジオDJの立山律子が声だけ出演する。

## 放送日時
毎週日曜 17:25 - 17:30（『笑点』の前。『なるほど北九州』シリーズと同じ時間である）